# 維什尼亞 (法斯蒂夫區)
50°8′23″N 29°50′25″E / 50.13972°N 29.84028°E
維什尼亞（烏克蘭語：Вишня）是位於烏克蘭北部的村莊，由基辅州法斯蒂夫區的托馬希夫卡市鎮負責管轄。該村始建於1635年，面積0.33平方公里，海拔高度177米，2001年人口31，人口密度每平方公里93.9人。